# Rasmus Besthorn
Rasmus Olsen Besthorn (født 29. oktober 1847 i Hillerød, død 20. august 1921 i Charlottenlund) var en dansk orientalist.
Besthorn blev student i 1867 fra Det von Westenske Institut. Han dyrkede historiske og sproglige studier ved siden af journalistisk virksomhed, tog i 1880 filologisk embedseksamen, studerede 1885 [[Arabisk [sprog)|arabiske]] håndskrifter i Nationalbiblioteket i Paris, blev 1889 Dr.phil. på sin afhandling om den spansk-arabiske digter Ibn-Zaidun (Ibn-Zaiduni vitam scripsit epistolamque ejus ad Ibn Djahvarum scriptum ed. B.).
Han har sammen med professor J.L. Heiberg udgivet den for matematikkens historie vigtige arabiske Codex Leidensis 399 I (1893).
Han skrev i Verdenskulturen om "Arabisk Kultur i Middelalderen", desuden "Alexander III og Nikolaus II" (1895) med mere.
Han var udenrigspolitisk medarbejder ved "Nationaltidende".
Han er begravet på Solbjerg Parkkirkegård.